# حریم شکسته
حریم شکسته با نام اصلی شرف و آبرو (به ایتالیایی: L'onore e il rispetto) سریالی محصول کانال ۵ ایتالیا است که همزمان با شروع به کار کانال زمزمه به فارسی دوبله و پخش می‌شود. این سریال شامل دو فصل است که پخش اولیه فصل اول سال ۲۰۰۶ و فصل دوم سال ۲۰۰۹ بوده‌است. کارگردانی این کار که یک فصل به عهده سالواتوره سمپری بود، در فصل دوم با همکاری لوئیجی پاریزی همراه شد چرا که آقای سمپری قبل از پخش، فوت کرده بود. در یک مصاحبه گابریل گارکو (بازیگر نقش تونیو) عنوان کرده‌است که این سریال فصل سومی هم خواهد داشت و فیلمبرداری آن از ژوئن ۲۰۱۱ آغاز می‌شود.

مجموعه تلویزیونی شرافت در ترکیه اقتباسی از این سریال است.

## داستان
بعد از مرگ رئیس قبیله‌شان، خانواده فورتبراچی تصمیم می‌گیرند که شهر خود را در سیسیلی ترک گفته و زندگی جدیدی را در شمال شروع کنند. به همین خاطر زمین‌هایشان را فروختند و با هزاران امید و آرزو به آینده، به تورین می‌روند. پسران خانواده، تونی و سانتی با اینکه شدیداً به هم وابسته‌اند ولی تفاوت زیادی با هم دارند. سانتی یک آدم خجالتی درون‌گرا با اراده‌است که معتقد است تحصیلات می‌تواند تغییر بزرگی در زندگی ایجاد کند. تونی آدمی احساساتی، دم دمی مزاج، و بی حوصله‌است، و معتقد است که تنها چیزی که ارزش حفظ کردن را دارد عزت و احترام است. هنگامی که به مغازه پاسکوال دست برد زده می‌شود زندگی آن‌ها دچار تغییراتی می‌شود. بعد از این اتفاق چند آدم مشکوک به ملاقاتش می‌روند و او را تهدید می‌کنند تا بدهی‌های خود را بپردازد و از آنجایی که پاسکوال بیمه‌ای نداشت از پس این مشکلات برنمی آید و خود کشی می‌کند. ارسیلیا که خود را مقصر می‌داند از غصه دیوانه می‌شود؛ و سرنوشت دو برادر برای همیشه تغییر می‌کند

## شخصیت‌ها و بازیگران
- تونیو فورته براچی (گابریل گارکو)
- سانتی فورته براچی (جوزپه زینو)
- ملینا (کوزیما کوپولا)
- ارسیلیا (ویرنا لیزی)
- نیلا (مانوئلا آرکوری)
- اولگا (سرنا آئوتیری)
- دون روزاریو (لوئیجی ماریا بوروآنو)
- دون کالاجرو (پینو کاروسو)
- پیپو کالابرزه (جانکارلو جانینی)
- نینو ویتاله (آنتونیو گیولیانی)
- ادواردو سالا (اتیلیو فونتانا)
- میکی (رناتو ماروتا)
- ریکی (کریستیانو پاسکا)
- پاسکوآله فورته براچی (جراردو آماتو)
- دون لوئیجی (جانفرانکو بارا)
- چزاره پولیتی (جووانی سیفونی)
- ساوریو سالا (استفانو داوانزاتی)
- کارملا (لائورا توریزی)
- فِـرد (بن گازارا)
- فرانچسکا دی سانتیس (آلساندرا مارتینس)
- تریپولینا (جولیانا دسیو)
- تام دی ماجو (اریک رابرتس)
- اورالدو د نیزی (ری لاولاک)
- واسیل (سباستیانو لو موناکو)
- مایکل (استفانو دیونیسی)
- وِنِره (رزالیندا کاناوو)